# Zauberkönig

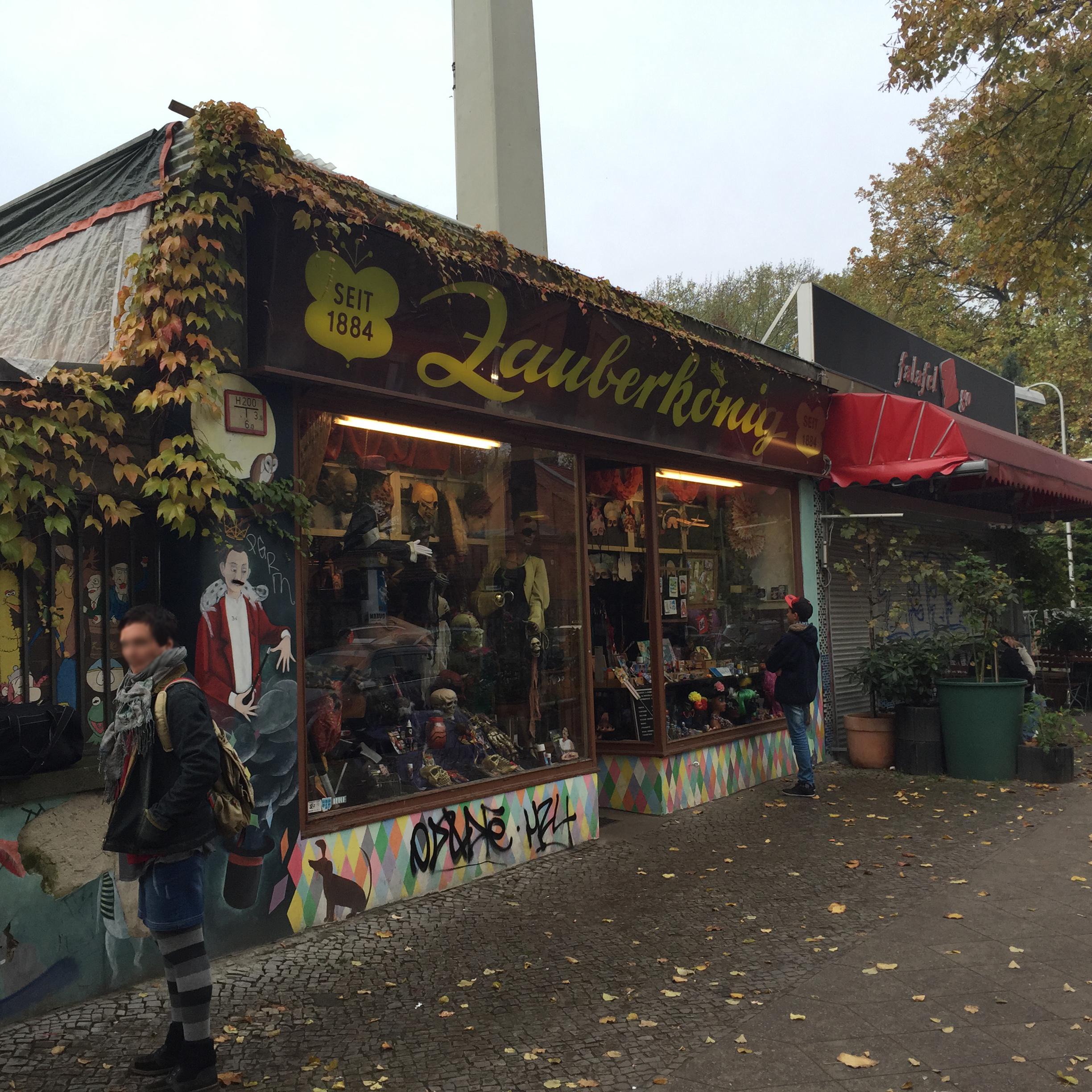
Ehemaliger Standort des Zauberkönigs in der Hermannstraße (2014)

Zauberkönig in Berlin-Neukölln ist ein im Jahr 1884 gegründeter Zauberladen, der ein „Traditionsgeschäft für Zauber-, Scherz- und Vexierartikel“ ist.
Der aus Wien stammende Joseph Leichtmann gründete den Zauberkönig in  München  während einer langen Geschäftsreise, noch im gleichen Jahr folgte der Laden in der Friedrichstraße in Berlin und 1909 Köln. Drei seiner Töchter übernahmen in den folgenden Jahren mit ihren Männern jeweils eines der Geschäfte. Charlotte erhielt den Zauberkönig Berlin (den einzigen Zauberkönig, der noch existiert) und Leonie den Zauberkönig München, ab 1974 im Besitz der Familie Moser, 1974 von Sabina Moser erworben und 1992 von ihrem Sohn übernommen, 2014 geschlossen und durch einen Online-Shop ersetzt. Melanie führte den Zauberkönig in  Köln, der nach dem Krieg in der Hohe Straße wieder aufgebaut wurde. Der Zauberkönig in Köln wurde 2007 geschlossen und befand sich zuletzt in der Budengasse.
Ein Laden in Hamburg wurde 1910 von Janos Bartl, dem Ehemann von Rosa Leichtmann, gegründet. Der Laden in Hamburg wurde 1968 von Carl-Gerd Heubes übernommen, nach seinem Tod im Jahr 1995 von seiner Frau mit einem Geschäftspartner weitergeführt und 2002 geschlossen.
In den Jahren des Nationalsozialismus wurde die Familie von Charlotte Kroner, geb. Leichtmann, enteignet. Die damalige Angestellte Regina Schmitt übernahm 1938 und führte den Zauberkönig durch die nächsten vier Jahrzehnte bis zu ihrem Tod im Jahr 1978. 1952 wurde das im Ostteil von Berlin gelegene Geschäft von der DDR enteignet.
Von 1952 bis 2018 war der Laden in der Hermannstraße in Berlin-Neukölln ansässig. 2019 wurde der Standort in den Schillerkiez verlegt, weil das Gebäude am vorherigen Standort abgerissen werden sollte.
Der Zauberer Günter Klepke (1930–2020), übernahm 1979 nach dem Tod der Voreigentümerin Regina Schmidt das Geschäft, 1995 folgte auf ihn seine Tochter Mona Schmidt.
Seit 2012 führen Karen German (Enkelin von Klepkes und Nichte von Mona Schmidt) und Kirsi Hinze, den Laden.

## Geschichte des Unternehmensgründers von Zauberkönig und seiner Familie

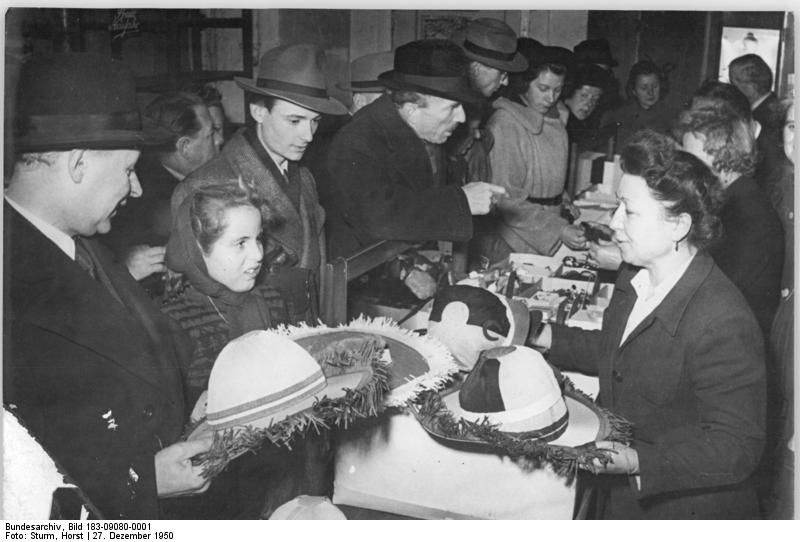
Zauberkönig, Berlin Friedrichstraße (1950)

Josef Leichtmann (* 3. Januar 1855; † 23. März 1929 in München) war ein deutscher Zauberkünstler und Zauberhändler. Josef Leichtmann eröffnete bereits 1880 in Wien ein Zaubergeschäft. 1884 zog er nach München um und gründete erneut ein Zaubergeschäft, das er Zauberkönig nannte. Kurz danach folgte das zweite Zauberkönig-Geschäft in Berlin in der Friedrichstraße 54, das 1906 von seiner Tochter Charlotte und ihrem Ehemann Arthur Kroner übernommen wurde.
Josef Leichtmann war der Vater vierer Töchter und eines Sohnes:
- Max Leichtmann (* 1. Februar 1881) Friedrichstraße (Berlin)
- Charlotte Kroner, geb. Leichtmann (4. Mai 1882 – 31. Januar 1943) (Berlin)[3][19], verheiratet mit Arthur Kroner[4]
- Rosa Bartl, geb. Leichtmann (17. Juli 1884[20] – 23. September 1968) (Hamburg)[3], ab 1910 verheiratet mit Janos Bartl[4][21]
- Melanie Steinböck, geb. Leichtmann (10. Mai 1887 – 20. April 1962) (Köln)[3] von 1911 bis 1926 verheiratet mit Eduard Steinböck († 1926)[4]
- Leonie Mösch, geb. Leichtmann (1895[4]–1968) (München)[3], verheiratet mit Otto Mösch[4]

## Ehrungen
Am 9. März 2009 wurden an ihrer ehemaligen Geschäftsadresse, Berlin-Mitte, Friedrichstraße 55, Stolpersteine für Charlotte, Meta und Artur Kroner verlegt.